# Isotes cinctella
Isotes cinctella is een keversoort uit de familie bladkevers (Chrysomelidae). De wetenschappelijke naam van de soort werd in 1844 gepubliceerd door Louis Alexandre Auguste Chevrolat.